# Pas la Vena

El Pas la Vena, respecte del terme d'Abella de la Conca

El Pas la Vena, o potser Pas la Bena, és una collada del límit dels termes municipals d'Abella de la Conca, i d'Isona i Conca Dellà (al territori de l'antic terme d'Orcau), a la comarca del Pallars Jussà.
Està situat a la Pista del Portell en el lloc on aquest camí passa d'un municipi a l'altre, dels dos esmentats anteriorment. El vertader Pas la Vena és una mica per sota al costat sud del lloc per on passa la pista actual. És al nord-est de la Collada del Feixanet. Pel costat d'Abella de la Conca, pertany a la partida de les Collades.

## Etimologia
Joan Coromines constata l'existència tant a la zona subpirinenca com a la pirinenca de diversos topònims amb l'ètim Ven- o Ben-. Es tracta, segons ell, d'un ètim cèltic benna (cove, cistell), al·lusiu a la forma orogràfica del lloc.